# Llista de traspassos de clubs de futbol de primera divisió espanyola al mercat d'estiu de 2023
La següent és una llista de traspassos de clubs de la primera divisió espanyola de futbol al mercat d'estiu previ a la temporada 2023-24.

## Alavés

#### Entrades
| Data            | Jugador          | Des de            | Tipus                 | Cost       | Ref    |
| --------------- | ---------------- | ----------------- | --------------------- | ---------- | ------ |
| 1 juliol 2023   | Nikola Maraš     | UD Almería        | Clàusula de rescissió | No revelat | [ 2 ]  |
| 9 juliol 2023   | Ander Guevara    | Reial Societat    | Traspàs               | No revelat | [ 3 ]  |
| 21 juliol 2023  | Giuliano Simeone | Atlètic de Madrid | Cessió                | Cessió     | [ 4 ]  |
| 25 juliol 2023  | Antonio Blanco   | Reial Madrid      | Traspàs               | No revelat | [ 5 ]  |
| 28 juliol 2023  | Rafa Marín       | Reial Madrid      | Cessió                | Cessió     | [ 6 ]  |
| 11 agost 2023   | Andoni Gorosabel | Reial Societat    | Traspàs               | No revelat | [ 7 ]  |
| 13 agost 2023   | Kike García      | CA Osasuna        | Traspàs               | No revelat | [ 8 ]  |
| 20 agost 2023   | Nahuel Tenaglia  | Talleres          | Traspàs               | No revelat | [ 9 ]  |
| 26 agost 2023   | Samu Omorodion   | Atlètic de Madrid | Cessió                | Cessió     | [ 10 ] |
| 27 agost 2023   | Ianis Hagi       | Rangers FC        | Cessió                | Cessió     | [ 11 ] |
| 2 setembre 2023 | Jon Karrikaburu  | Reial Societat    | Cessió                | Cessió     | [ 12 ] |
| 2 setembre 2023 | Álex Sola        | Reial Societat    | Cessió                | Cessió     | [ 13 ] |

#### Sortides
| Data            | Jugador          | To               | Tipus            | Cost             | Ref           |
| --------------- | ---------------- | ---------------- | ---------------- | ---------------- | ------------- |
| 1 juliol 2023   | Antonio Blanco   | Reial Madrid     | Retorn de cessió | Retorn de cessió | [ 14 ]        |
| 1 juliol 2023   | Rober            | Reial Betis      | Retorn de cessió | Retorn de cessió | [ 14 ]        |
| 1 juliol 2023   | Nahuel Tenaglia  | Talleres         | Retorn de cessió | Retorn de cessió | [ 14 ]        |
| 1 juliol 2023   | Asier Villalibre | Athletic Club    | Retorn de cessió | Retorn de cessió | [ 14 ]        |
| 3 juliol 2023   | Taichi Hara      | Kyoto Sanga      | Traspàs          | No revelat       | [ 15 ]        |
| 4 juliol 2023   | Jason            | Alliberat        | Alliberat        | Alliberat        | [ 16 ]        |
| 5 juliol 2023   | Toni Moya        | Alliberat        | Alliberat        | Alliberat        | [ 17 ]        |
| 15 juliol 2023  | Víctor Laguardia | Retirat          | Retirat          | Retirat          | [ 18 ]        |
| 18 juliol 2023  | Anderson Arroyo  | Liverpool FC     | Retorn de cessió | Retorn de cessió | [ 19 ]        |
| 24 juliol 2023  | Imanol Baz       | Real Unión       | Traspàs          | No revelat       | [ 20 ]        |
| 28 juliol 2023  | Florian Lejeune  | Rayo Vallecano   | Traspàs          | €2.5m            | [ 21 ]        |
| 28 juliol 2023  | Julio Martínez   | Real Unión       | Traspàs          | No revelat       | [ 22 ]        |
| 4 agost 2023    | Alan Godoy       | CD Mirandés      | Cessió           | Cessió           | [ 23 ]        |
| 8 agost 2023    | Álex Balboa      | SD Huesca        | Cessió           | Cessió           | [ 24 ]        |
| 13 agost 2023   | Salva Sevilla    | Alliberat        | Alliberat        | Alliberat        | [ 25 ]        |
| 1 setembre 2023 | Mamadou Sylla    | Reial Valladolid | Traspàs          | De franc         | [ 26 ] [ 27 ] |

## Almería

#### Entrades
| Data            | Jugador        | Des de                | Tipus   | Cost       | Ref    |
| --------------- | -------------- | --------------------- | ------- | ---------- | ------ |
| 3 juliol 2023   | Luis Suárez    | Olympique de Marsella | Traspàs | No revelat | [ 28 ] |
| 6 juliol 2023   | Edgar González | Reial Betis           | Traspàs | No revelat | [ 29 ] |
| 5 agost 2023    | Dion Lopy      | Reims                 | Traspàs | No revelat | [ 30 ] |
| 9 agost 2023    | Sergio Arribas | Reial Madrid          | Traspàs | No revelat | [ 31 ] |
| 9 agost 2023    | Marc Pubill    | Llevant UE            | Traspàs | No revelat | [ 32 ] |
| 10 agost 2023   | Iddrisu Baba   | RCD Mallorca          | Cessió  | Cessió     | [ 33 ] |
| 16 agost 2023   | Ibrahima Koné  | FC Lorient            | Traspàs | No revelat | [ 34 ] |
| 16 agost 2023   | Luís Maximiano | SS Lazio              | Cessió  | Cessió     | [ 35 ] |
| 1 setembre 2023 | César Montes   | RCD Espanyol          | Traspàs | No revelat | [ 36 ] |

#### Sortides
| Data            | Jugador               | To                  | Tipus                 | Cost       | Ref    |
| --------------- | --------------------- | ------------------- | --------------------- | ---------- | ------ |
| 1 juliol 2023   | Nikola Maraš          | Alavés              | Clàusula de rescissió | No revelat | [ 2 ]  |
| 21 juliol 2023  | Juan Manuel Gutiérrez | Boston River        | Cessió                | Cessió     | [ 37 ] |
| 21 juliol 2023  | Arnau Solà            | FC Cartagena        | Cessió                | Cessió     | [ 38 ] |
| 29 juliol 2023  | El Bilal Touré        | Atalanta BC         | Traspàs               | €30m       | [ 39 ] |
| 3 agost 2023    | Carlos Rojas          | Reial Múrcia        | Cessió                | Cessió     | [ 40 ] |
| 4 agost 2023    | Cristian Olivera      | LAFC                | Traspàs               | No revelat | [ 41 ] |
| 21 agost 2023   | Srđan Babić           | FK Spartak Moscou   | Traspàs               | No revelat | [ 42 ] |
| 25 agost 2023   | Arvin Appiah          | Rotherham United FC | Cessió                | Cessió     | [ 43 ] |
| 1 setembre 2023 | Gui Guedes            | FC Porto B          | Cessió                | Cessió     | [ 44 ] |

## Athletic Club

#### Entrades
| Data          | Jugador          | Des de           | Tipus            | Cost             | Ref    |
| ------------- | ---------------- | ---------------- | ---------------- | ---------------- | ------ |
| 1 juliol 2023 | Asier Villalibre | Alavés           | Retorn de cessió | Retorn de cessió | [ 14 ] |
| 5 juliol 2023 | Javier Martón    | Reial Societat B | Traspàs          | De franc         | [ 45 ] |

#### Sortides
| Data            | Jugador          | To             | Tipus   | Cost       | Ref    |
| --------------- | ---------------- | -------------- | ------- | ---------- | ------ |
| 1 juliol 2023   | Oier Zarraga     | Udinese Calcio | Traspàs | De franc   | [ 46 ] |
| 5 juliol 2023   | Iñigo Martínez   | FC Barcelona   | Traspàs | De franc   | [ 47 ] |
| 24 juliol 2023  | Álex Petxarroman | FC Andorra     | Traspàs | No revelat | [ 48 ] |
| 25 juliol 2023  | Juan Artola      | AD Alcorcón    | Cessió  | Cessió     | [ 49 ] |
| 5 agost 2023    | Unai Vencedor    | SD Eibar       | Cessió  | Cessió     | [ 50 ] |
| 10 agost 2023   | Nico Serrano     | PEC Zwolle     | Cessió  | Cessió     | [ 51 ] |
| 23 agost 2023   | Jon Morcillo     | SD Amorebieta  | Cessió  | Cessió     | [ 52 ] |
| 1 setembre 2023 | Javier Martón    | CD Mirandés    | Cessió  | Cessió     | [ 53 ] |

## Atlètic de Madrid

#### Entrades
| Data          | Jugador           | Des de            | Tipus   | Cost       | Ref    |
| ------------- | ----------------- | ----------------- | ------- | ---------- | ------ |
| 3 juliol 2023 | Javi Galán        | Celta de Vigo     | Traspàs | No revelat | [ 54 ] |
| 5 juliol 2023 | Çağlar Söyüncü    | Leicester City FC | Traspàs | De franc   | [ 55 ] |
| 6 juliol 2023 | César Azpilicueta | Chelsea FC        | Traspàs | De franc   | [ 56 ] |
| 6 juliol 2023 | Santiago Mouriño  | Racing Montevideo | Traspàs | No revelat | [ 57 ] |
| 21 agost 2023 | Samu Omorodion    | Granada CF        | Traspàs | No revelat | [ 58 ] |

#### Sortides
| Data            | Jugador            | To                         | Tipus   | Cost       | Ref    |
| --------------- | ------------------ | -------------------------- | ------- | ---------- | ------ |
| 1 juliol 2023   | Matheus Cunha      | Wolverhampton Wanderers FC | Traspàs | €51.216m   | [ 59 ] |
| 1 juliol 2023   | Geoffrey Kondogbia | Olympique de Marsella      | Traspàs | No revelat | [ 60 ] |
| 1 juliol 2023   | Javi Serrano       | Sturm Graz                 | Cessió  | Cessió     | [ 61 ] |
| 3 juliol 2023   | Manu Sánchez       | Celta de Vigo              | Traspàs | No revelat | [ 62 ] |
| 14 juliol 2023  | Renan Lodi         | Olympique de Marsella      | Traspàs | €13m       | [ 63 ] |
| 20 juliol 2023  | Matt Doherty       | Wolverhampton Wanderers FC | Traspàs | De franc   | [ 64 ] |
| 21 juliol 2023  | Giuliano Simeone   | Alavés                     | Cessió  | Cessió     | [ 4 ]  |
| 3 agost 2023    | Víctor Mollejo     | Reial Saragossa            | Cessió  | Cessió     | [ 65 ] |
| 4 agost 2023    | Carlos Martín      | CD Mirandés                | Cessió  | Cessió     | [ 66 ] |
| 8 agost 2023    | Germán Valera      | Reial Saragossa            | Cessió  | Cessió     | [ 67 ] |
| 11 agost 2023   | Santiago Mouriño   | Reial Saragossa            | Cessió  | Cessió     | [ 68 ] |
| 17 agost 2023   | Sergio Camello     | Rayo Vallecano             | Traspàs | No revelat | [ 69 ] |
| 26 agost 2023   | Samu Omorodion     | Alavés                     | Cessió  | Cessió     | [ 10 ] |
| 1 setembre 2023 | João Félix         | FC Barcelona               | Cessió  | Cessió     | [ 70 ] |
| 1 setembre 2023 | Borja Garcés       | Elx CF                     | Cessió  | Cessió     | [ 71 ] |
| 5 setembre 2023 | Yannick Carrasco   | Al Shabab                  | Traspàs | €15m       | [ 72 ] |

## FC Barcelona

#### Entrades
| Data            | Jugador        | Des de             | Tipus   | Cost       | Ref    |
| --------------- | -------------- | ------------------ | ------- | ---------- | ------ |
| 1 juliol 2023   | İlkay Gündoğan | Manchester City FC | Traspàs | De franc   | [ 73 ] |
| 5 juliol 2023   | Iñigo Martínez | Athletic Club      | Traspàs | De franc   | [ 47 ] |
| 19 juliol 2023  | Oriol Romeu    | Girona FC          | Traspàs | No revelat | [ 74 ] |
| 1 setembre 2023 | João Cancelo   | Manchester City FC | Cessió  | Cessió     | [ 75 ] |
| 1 setembre 2023 | Mamadou Fall   | LAFC               | Cessió  | Cessió     | [ 76 ] |
| 1 setembre 2023 | João Félix     | Atlètic de Madrid  | Cessió  | Cessió     | [ 70 ] |

#### Sortides
| Data            | Jugador         | To                        | Tipus   | Cost       | Ref    |
| --------------- | --------------- | ------------------------- | ------- | ---------- | ------ |
| 17 juliol 2023  | Sergio Busquets | Inter Miami               | Traspàs | De franc   | [ 77 ] |
| 18 juliol 2023  | Pablo Torre     | Girona FC                 | Cessió  | Cessió     | [ 78 ] |
| 21 juliol 2023  | Jordi Alba      | Inter Miami               | Traspàs | De franc   | [ 79 ] |
| 21 juliol 2023  | Samuel Umtiti   | Lille OSC                 | Traspàs | De franc   | [ 80 ] |
| 26 juliol 2023  | Chadi Riad      | Reial Betis               | Cessió  | Cessió     | [ 81 ] |
| 27 juliol 2023  | Álex Collado    | Reial Betis               | Traspàs | No revelat | [ 82 ] |
| 29 juliol 2023  | Nico González   | FC Porto                  | Traspàs | €8.5m      | [ 83 ] |
| 30 juliol 2023  | Arnau Tenas     | Paris Saint-Germain FC    | Traspàs | De franc   | [ 84 ] |
| 1 agost 2023    | Julián Araujo   | UD Las Palmas             | Cessió  | Cessió     | [ 85 ] |
| 9 agost 2023    | Franck Kessié   | Al-Ahli                   | Traspàs | €12.5m     | [ 86 ] |
| 11 agost 2023   | Estanis Pedrola | Sampdoria                 | Cessió  | Cessió     | [ 87 ] |
| 12 agost 2023   | Ousmane Dembélé | Paris Saint-Germain FC    | Traspàs | €50.4m     | [ 88 ] |
| 14 agost 2023   | Álex Valle      | Llevant UE                | Cessió  | Cessió     | [ 89 ] |
| 21 agost 2023   | Sergiño Dest    | PSV                       | Cessió  | Cessió     | [ 90 ] |
| 1 setembre 2023 | Abde Ezzalzouli | Reial Betis               | Traspàs | €7.5m      | [ 91 ] |
| 1 setembre 2023 | Ansu Fati       | Brighton & Hove Albion FC | Cessió  | Cessió     | [ 92 ] |
| 1 setembre 2023 | Eric García     | Girona FC                 | Cessió  | Cessió     | [ 93 ] |
| 1 setembre 2023 | Clément Lenglet | Aston Villa FC            | Cessió  | Cessió     | [ 94 ] |

## Cadis

#### Entrades
| Data            | Jugador           | Des de           | Tipus            | Cost             | Ref     |
| --------------- | ----------------- | ---------------- | ---------------- | ---------------- | ------- |
| 1 juliol 2023   | Álvaro Jiménez    | UD Las Palmas    | Retorn de cessió | Retorn de cessió | [ 95 ]  |
| 1 juliol 2023   | Darwin Machís     | Reial Valladolid | Cessió           | Cessió           | [ 96 ]  |
| 3 juliol 2023   | Gonzalo Escalante | SS Lazio         | Traspàs          | No revelat       | [ 97 ]  |
| 5 juliol 2023   | Javi Hernández    | CD Leganés       | Cessió           | Cessió           | [ 98 ]  |
| 25 juliol 2023  | Lucas Pires       | Santos FC        | Cessió           | Cessió           | [ 99 ]  |
| 22 agost 2023   | Maxi Gómez        | Trabzonspor      | Cessió           | Cessió           | [ 100 ] |
| 1 setembre 2023 | Rominigue Kouamé  | Troyes           | Traspàs          | No revelat       | [ 101 ] |
| 1 setembre 2023 | Robert Navarro    | Reial Societat   | Cessió           | Cessió           | [ 102 ] |

#### Sortides
| Data            | Jugador         | To                   | Tipus   | Cost       | Ref     |
| --------------- | --------------- | -------------------- | ------- | ---------- | ------- |
| 5 juliol 2023   | Álvaro Jiménez  | Tractor SC           | Cessió  | Cessió     | [ 95 ]  |
| 12 juliol 2023  | Théo Bongonda   | FK Spartak Moscou    | Traspàs | No revelat | [ 103 ] |
| 1 setembre 2023 | Milutin Osmajić | Preston North End FC | Traspàs | No revelat | [ 104 ] |

## Celta de Vigo

#### Entrades
| Data            | Jugador             | Des de                | Tipus            | Cost             | Ref     |
| --------------- | ------------------- | --------------------- | ---------------- | ---------------- | ------- |
| 1 juliol 2023   | Denis Suárez        | RCD Espanyol          | Retorn de cessió | Retorn de cessió | [ 105 ] |
| 1 juliol 2023   | Miguel Baeza        | Rio Ave FC            | Retorn de cessió | Retorn de cessió | [ 106 ] |
| 1 juliol 2023   | Santi Mina          | Al-Shabab             | Retorn de cessió | Retorn de cessió | [ 107 ] |
| 1 juliol 2023   | Sergio Carreira     | Vila-real CF B        | Retorn de cessió | Retorn de cessió | [ 108 ] |
| 1 juliol 2023   | Julen Lobete        | RKC Waalwijk          | Retorn de cessió | Retorn de cessió | [ 109 ] |
| 1 juliol 2023   | Rubén Blanco        | Olympique de Marsella | Retorn de cessió | Retorn de cessió | [ 108 ] |
| 1 juliol 2023   | Orbelín Pineda      | AEK Atenes FC         | Retorn de cessió | Retorn de cessió | [ 110 ] |
| 1 juliol 2023   | José Fontán         | Go Ahead Eagles       | Retorn de cessió | Retorn de cessió | [ 108 ] |
| 1 juliol 2023   | Carlez Pérez        | AS Roma               | Traspàs          | €5.20m           | [ 111 ] |
| 3 juliol 2023   | Manu Sánchez        | Atlètic de Madrid     | Traspàs          | No revelat       | [ 62 ]  |
| 19 juliol 2023  | Jonathan Bamba      | Lille OSC             | Traspàs          | No revelat       | [ 112 ] |
| 20 juliol 2023  | Carlos Dotor        | Reial Madrid Castella | Traspàs          |                  |         |
| 10 agost 2023   | Carl Starfelt       | Celtic FC             | Traspàs          | No revelat       | [ 113 ] |
| 28 agost 2023   | Anastasios Douvikas | FC Utrecht            | Traspàs          | No revelat       | [ 114 ] |
| 1 setembre 2023 | Mihailo Ristić      | SL Benfica            | Traspàs          | No revelat       | [ 115 ] |
| 1 setembre 2023 | Vicente Guaita      | Crystal Palace FC     | Traspàs          | ?                | [ 116 ] |

#### Sortides
| Data           | Jugador        | To                    | Tipus   | Cost       | Ref     |
| -------------- | -------------- | --------------------- | ------- | ---------- | ------- |
| 1 juliol 2023  | Orbelin Pineda | AEK Atenes FC         | Traspàs | €6.5M      | [ 110 ] |
| 3 juliol 2023  | Javi Galán     | Atlètic de Madrid     | Traspàs | No revelat | [ 54 ]  |
| 12 juliol 2023 | Álvaro Santos  | Lommel                | Traspàs | De franc   | [ 117 ] |
| 30 juliol 2023 | Rubén Blanco   | Olympique de Marsella | Traspàs | €3m        | [ 118 ] |

## Getafe

#### Entrades
| Data            | Jugador            | Des de               | Tipus    | Cost     | Ref     |
| --------------- | ------------------ | -------------------- | -------- | -------- | ------- |
| 1 juliol 2023   | Anthony Lozano     | Cadis CF             | De franc | De franc | [ 119 ] |
| 5 juliol 2023   | Daniel Fuzato      | UE Eivissa           | Cessió   | Cessió   | [ 120 ] |
| 20 juliol 2023  | José Ángel Carmona | Sevilla FC           | Cessió   | Cessió   | [ 121 ] |
| 1 setembre 2023 | Mason Greenwood    | Manchester United FC | Cessió   | Cessió   | [ 122 ] |
| 1 setembre 2023 | Óscar Rodríguez    | Sevilla FC           | Cessió   | Cessió   | [ 123 ] |
| 1 setembre 2023 | Diego Rico         | Reial Societat       | Cessió   | Cessió   | [ 124 ] |

#### Sortides
| Data           | Jugador      | To              | Tipus   | Cost       | Ref     |
| -------------- | ------------ | --------------- | ------- | ---------- | ------- |
| 15 juliol 2023 | Jakub Jankto | Cagliari Calcio | Traspàs | No revelat | [ 125 ] |

## Girona

#### Entrades
| Data            | Jugador         | Des de             | Tipus   | Cost     | Ref     |
| --------------- | --------------- | ------------------ | ------- | -------- | ------- |
| 30 juny 2023    | Artem Dòvbik    | Dnipro             | Traspàs |          |         |
| 6 juliol 2023   | Paulo Gazzaniga | Fulham FC          | Traspàs | De franc | [ 126 ] |
| 13 juliol 2023  | Sávio           | ES Troyes AC       | Cessió  | Cessió   | [ 127 ] |
| 7 juliol 2023   | Daley Blind     | Bayern de Múnic    | Traspàs | De franc | [ 128 ] |
| 14 juliol 2023  | Yangel Herrera  | Manchester City FC | Traspàs |          |         |
| 18 juliol 2023  | Pablo Torre     | FC Barcelona       | Cessió  | Cessió   | [ 78 ]  |
| 22 juliol 2023  | Iván Martín     | Vila-real CF       | Traspàs |          |         |
| 1 setembre 2023 | Jhon Solís      | Atlético Nacional  | Traspàs | ?        | [ 129 ] |
| 1 setembre 2023 | Eric García     | FC Barcelona       | Cessió  | Cessió   | [ 93 ]  |

#### Sortides
| Data           | Jugador        | To                         | Tipus   | Cost       | Ref     |
| -------------- | -------------- | -------------------------- | ------- | ---------- | ------- |
| 19 juliol 2023 | Oriol Romeu    | FC Barcelona               | Traspàs | No revelat | [ 74 ]  |
| 31 agost 2023  | Santiago Bueno | Wolverhampton Wanderers FC | Traspàs | €10m       | [ 130 ] |

## Granada

#### Entrades
| Data           | Jugador         | Des de           | Tipus    | Cost          | Ref     |
| -------------- | --------------- | ---------------- | -------- | ------------- | ------- |
| 1 juliol 2023  | Shon Weissman   | Reial Valladolid | Traspàs  |               |         |
| 1 juliol 2023  | Famara Diédhiou | Alanyaspor       | Traspàs  |               |         |
| 15 juliol 2023 | Jesús Vallejo   | Reial Madrid     | Cessió   |               |         |
| 27 juliol 2023 | Gerard Gumbau   | Elx CF           | De franc |               |         |
| 4 agost 2023   | Gonzalo Villar  | AS Roma          | Traspàs  | No revelat    | [ 131 ] |
| 7 agost 2023   | Wilson Manafá   | FC Porto         | Traspàs  | De franc      | [ 132 ] |
| 30 agost 2023  | Lucas Boyé      | Elx CF           | Traspàs  | €7M + add-ons | [ 133 ] |

#### Sortides
| Data          | Jugador        | To                   | Tipus   | Cost       | Ref     |
| ------------- | -------------- | -------------------- | ------- | ---------- | ------- |
| 6 juliol 2023 | Adrián Butzke  | Vitória de Guimarães | Traspàs | No revelat | [ 134 ] |
| 21 agost 2023 | Samu Omorodion | Atlètic de Madrid    | Traspàs | No revelat | [ 58 ]  |
| 31 agost 2023 | Alberto Soro   | FC Vizela            | Cessió  | Cessió     | [ 135 ] |

## Las Palmas

#### Entrades
| Data           | Jugador          | Des de             | Tipus   | Cost     | Ref     |
| -------------- | ---------------- | ------------------ | ------- | -------- | ------- |
| 16 juny 2023   | Javier Muñoz     | SD Eibar           | Traspàs | De franc |         |
| 19 juny 2023   | Sandro Ramírez   | SD Huesca          | Traspàs |          |         |
| 22 juny 2023   | Cristian Herrera | UE Eivissa         | Traspàs | De franc |         |
| 11 juliol 2023 | Daley Sinkgraven | Bayer Leverkusen   | Traspàs | De franc |         |
| 24 juliol 2023 | Aarón Escandell  | FC Cartagena       | Traspàs |          |         |
| 30 juliol 2023 | Munir El Haddadi | Getafe             | Traspàs | De franc |         |
| 1 agost 2023   | Julián Araujo    | FC Barcelona       | Cessió  | Cessió   | [ 85 ]  |
| 11 agost 2023  | Mika Mármol      | FC Andorra         | Traspàs |          | [ 136 ] |
| 17 agost 2023  | Sory Kaba        | Midtjylland        | Traspàs |          | [ 137 ] |
| 23 agost 2023  | Máximo Perrone   | Manchester City FC | Cessió  | Cessió   | [ 138 ] |

#### Sortides
| Data           | Jugador        | To          | Tipus            | Cost             | Ref     |
| -------------- | -------------- | ----------- | ---------------- | ---------------- | ------- |
| 1 juliol 2023  | Álvaro Jiménez | Cadis CF    | Retorn de cessió | Retorn de cessió | [ 95 ]  |
| 26 juliol 2023 | Álex Domínguez | Toulouse FC | Traspàs          | No revelat       | [ 139 ] |

## Mallorca

#### Entrades
| Data           | Jugador              | Des de            | Tipus   | Cost       | Ref     |
| -------------- | -------------------- | ----------------- | ------- | ---------- | ------- |
| 26 juny 2023   | Toni Lato            | València CF       | Traspàs |            | [ 140 ] |
| 27 juny 2023   | Omar Mascarell       | Elx CF            | Traspàs |            | [ 141 ] |
| 18 juliol 2023 | Siebe Van der Heyden | Union SG          | Traspàs | No revelat | [ 142 ] |
| 10 agost 2023  | Samú Costa           | UD Almería        | Traspàs |            | [ 143 ] |
| 11 agost 2023  | Sergi Darder         | RCD Espanyol      | Traspàs |            | [ 144 ] |
| 11 agost 2023  | Cyle Larin           | Club Brugge       | Traspàs |            | [ 145 ] |
| 28 agost 2023  | Iván Cuéllar         | Sporting de Gijón | Traspàs |            | [ 146 ] |

#### Sortides
| Data           | Jugador      | To                     | Tipus   | Cost       | Ref     |
| -------------- | ------------ | ---------------------- | ------- | ---------- | ------- |
| 8 juliol 2023  | Lee Kang-in  | Paris Saint-Germain FC | Traspàs | €22m       | [ 147 ] |
| 11 juliol 2023 | Jordi Mboula | Hellas Verona          | Traspàs | No revelat | [ 148 ] |
| 10 agost 2023  | Iddrisu Baba | UD Almería             | Cessió  | Cessió     | [ 33 ]  |

## Osasuna

#### Entrades
| Data           | Jugador          | Des de         | Tipus    | Cost | Ref     |
| -------------- | ---------------- | -------------- | -------- | ---- | ------- |
| 9 juny 2023    | Alejandro Catena | Rayo Vallecano | De franc |      |         |
| 13 juny 2023   | José Arnaiz      | CD Leganés     | De franc |      |         |
| 26 juliol 2023 | Johan Mojica     | CA Osasuna     | Cessió   |      |         |
| 10 agost 2023  | Raúl García      | Reial Betis    | Traspàs  |      | [ 149 ] |

#### Sortides
| Data          | Jugador     | To     | Tipus   | Cost       | Ref   |
| ------------- | ----------- | ------ | ------- | ---------- | ----- |
| 13 agost 2023 | Kike García | Alavés | Traspàs | No revelat | [ 8 ] |

## Rayo Vallecano

#### Entrades
| Data           | Jugador           | Des de            | Tipus    | Cost       | Ref     |
| -------------- | ----------------- | ----------------- | -------- | ---------- | ------- |
| 5 juliol 2023  | Aridane Hernández | CA Osasuna        | De franc |            |         |
| 17 juliol 2023 | Alfonso Espino    | Cadis CF          | De franc |            |         |
| 28 juliol 2023 | Florian Lejeune   | Alavés            | Traspàs  | €2.5m      | [ 21 ]  |
| 10 agost 2023  | Kike Pérez        | Reial Valladolid  | Cessió   |            | [ 150 ] |
| 17 agost 2023  | Sergio Camello    | Atlètic de Madrid | Traspàs  | No revelat | [ 69 ]  |
| 17 agost 2023  | Jorge de Frutos   | Llevant UE        | Traspàs  |            | [ 151 ] |
| 18 agost 2023  | Daniel Cárdenas   | Llevant UE        | Traspàs  |            | [ 152 ] |
| 26 agost 2023  | Andrei Rațiu      | SD Huesca         | Traspàs  |            | [ 153 ] |

#### Sortides
| Data          | Jugador     | To           | Tipus   | Cost | Ref     |
| ------------- | ----------- | ------------ | ------- | ---- | ------- |
| 1 juliol 2023 | Fran García | Reial Madrid | Traspàs | €5m  | [ 154 ] |

## Reial Betis

#### Entrades
| Data            | Jugador         | Des de            | Tipus            | Cost             | Ref     |
| --------------- | --------------- | ----------------- | ---------------- | ---------------- | ------- |
| 1 juliol 2023   | Rober           | Alavés            | Retorn de cessió | Retorn de cessió | [ 14 ]  |
| 6 juliol 2023   | Ayoze Pérez     | Leicester City FC | Traspàs          | De franc         | [ 155 ] |
| 17 juliol 2023  | Marc Roca       | Leeds United FC   | Cessió           | Cessió           | [ 156 ] |
| 18 juliol 2023  | Héctor Bellerin | Sporting CP       | Traspàs          | De franc         | [ 157 ] |
| 24 juliol 2023  | Marc Bartra     | Trabzonspor       | Traspàs          |                  |         |
| 26 juliol 2023  | Isco            | De franc Agent    | Traspàs          | De franc         | [ 158 ] |
| 26 juliol 2023  | Chadi Riad      | FC Barcelona      | Cessió           | Cessió           | [ 81 ]  |
| 27 juliol 2023  | Álex Collado    | FC Barcelona      | Traspàs          | No revelat       | [ 82 ]  |
| 11 agost 2023   | Sergi Altimira  | Getafe CF         | Traspàs          |                  | [ 159 ] |
| 1 setembre 2023 | Abde Ezzalzouli | FC Barcelona      | Traspàs          | €7.5m            | [ 91 ]  |

#### Sortides
| Data            | Jugador        | To               | Tipus    | Cost       | Ref     |
| --------------- | -------------- | ---------------- | -------- | ---------- | ------- |
| 4 juliol 2023   | Félix Garreta  | SD Amorebieta    | Cessió   | Cessió     | [ 160 ] |
| 6 juliol 2023   | Edgar González | UD Almería       | Traspàs  | No revelat | [ 29 ]  |
| 10 juliol 2023  | Fran Delgado   | SC Farense       | Traspàs  | No revelat | [ 161 ] |
| 14 juliol 2023  | Rober          | NEC              | Cessió   | Cessió     | [ 162 ] |
| 17 juliol 2023  | Dani Martín    | FC Andorra       | De franc |            |         |
| 21 juliol 2023  | Loren Morón    | Aris FC          | De franc |            |         |
| 24 juliol 2023  | Sergio Canales | CF Monterrey     | Traspàs  |            |         |
| 26 juliol 2023  | Diego Lainez   | Tigres           | Traspàs  |            |         |
| 31 juliol 2023  | Álex Collado   | Al-Okhdood       | Cessió   | Cessió     | [ 163 ] |
| 8 agost 2023    | Martin Montoya | Aris FC          | De franc |            |         |
| 1 setembre 2023 | Paul Akouokou  | Olympique de Lió | Traspàs  | €3m        | [ 164 ] |

## Reial Madrid

#### Entrades
| Data          | Jugador           | Des de            | Tipus            | Cost             | Ref     |
| ------------- | ----------------- | ----------------- | ---------------- | ---------------- | ------- |
| 1 juliol 2023 | Jude Bellingham   | Borussia Dortmund | Traspàs          | €103m            | [ 165 ] |
| 1 juliol 2023 | Antonio Blanco    | Alavés            | Retorn de cessió | Retorn de cessió | [ 14 ]  |
| 1 juliol 2023 | Brahim Díaz       | AC Milan          | Retorn de cessió | Retorn de cessió | [ 166 ] |
| 1 juliol 2023 | Fran García       | Rayo Vallecano    | Traspàs          | €5m              | [ 154 ] |
| 1 juliol 2023 | Joselu            | RCD Espanyol      | Cessió           | Cessió           | [ 167 ] |
| 7 juliol 2023 | Arda Güler        | Fenerbahçe SK     | Traspàs          | €20m             | [ 168 ] |
| 14 agost 2023 | Kepa Arrizabalaga | Chelsea FC        | Cessió           | Cessió           | [ 169 ] |

#### Sortides
| Data            | Jugador        | To                     | Tipus   | Cost       | Ref     |
| --------------- | -------------- | ---------------------- | ------- | ---------- | ------- |
| 1 juliol 2023   | Karim Benzema  | Al-Ittihad             | Traspàs | De franc   | [ 170 ] |
| 6 juliol 2023   | Marco Asensio  | Paris Saint-Germain FC | Traspàs | De franc   | [ 171 ] |
| 25 juliol 2023  | Antonio Blanco | Alavés                 | Traspàs | No revelat | [ 5 ]   |
| 28 juliol 2023  | Rafa Marín     | Alavés                 | Cessió  | Cessió     | [ 6 ]   |
| 9 agost 2023    | Sergio Arribas | UD Almería             | Traspàs | No revelat | [ 31 ]  |
| 1 setembre 2023 | Reinier        | Frosinone              | Cessió  | Cessió     | [ 172 ] |

## Reial Societat

#### Entrades
| Data            | Jugador          | Des de           | Tipus   | Cost       | Ref     |
| --------------- | ---------------- | ---------------- | ------- | ---------- | ------- |
| 1 juliol 2023   | Hamari Traoré    | Stade Rennais FC | Traspàs | De franc   | [ 173 ] |
| 2 agost 2023    | André Silva      | RB Leipzig       | Cessió  | Cessió     | [ 174 ] |
| 11 agost 2023   | Bryan Fiabema    | Chelsea FC       | Traspàs | De franc   | [ 175 ] |
| 19 agost 2023   | Arsén Zakharian  | Dynamo Moscow    | Traspàs | No revelat | [ 176 ] |
| 27 agost 2023   | Kieran Tierney   | Arsenal FC       | Cessió  | Cessió     | [ 177 ] |
| 1 setembre 2023 | Álvaro Odriozola | Reial Madrid     | Traspàs |            | [ 178 ] |

#### Sortides
| Data            | Jugador            | To          | Tipus    | Cost       | Ref     |
| --------------- | ------------------ | ----------- | -------- | ---------- | ------- |
| 21 juny 2023    | Portu              | Getafe CF   | Traspàs  |            |         |
| 26 juny 2023    | Roberto López      | CD Tenerife | Cessió   |            |         |
| 1 juliol 2023   | Modibo Sagnan      | FC Utrecht  | Traspàs  | No revelat | [ 179 ] |
| 9 juliol 2023   | Ander Guevara      | Alavés      | Traspàs  | No revelat | [ 3 ]   |
| 17 juliol 2023  | Andoni Zubiaurre   | CE Eldenc   | De franc |            |         |
| 3 agost 2023    | Asier Illarramendi | Dallas      | Traspàs  | De franc   | [ 180 ] |
| 11 agost 2023   | Andoni Gorosabel   | Alavés      | Traspàs  | No revelat | [ 7 ]   |
| 2 setembre 2023 | Jon Karrikaburu    | Alavés      | Cessió   | Cessió     | [ 12 ]  |
| 2 setembre 2023 | Álex Sola          | Alavés      | Cessió   | Cessió     | [ 13 ]  |

## Sevilla

#### Entrades
| Data            | Jugador           | Des de              | Tipus            | Cost             | Ref     |
| --------------- | ----------------- | ------------------- | ---------------- | ---------------- | ------- |
| 1 juliol 2023   | Loïc Badé         | Stade Rennais FC    | Traspàs          | €12m             | [ 181 ] |
| 1 juliol 2023   | Thomas Delaney    | 1899 Hoffenheim     | Retorn de cessió | Retorn de cessió | [ 182 ] |
| 1 juliol 2023   | Oussama Idrissi   | Feyenoord           | Retorn de cessió | Retorn de cessió | [ 183 ] |
| 1 juliol 2023   | Adrià Pedrosa     | RCD Espanyol        | Traspàs          | De franc         |         |
| 4 agost 2023    | Djibril Sow       | Eintracht Frankfurt | Traspàs          | €10m             | [ 184 ] |
| 20 agost 2023   | Ørjan Nyland      | RB Leipzig          | Traspàs          | De franc         | [ 185 ] |
| 24 agost 2023   | Dodi Lukebakio    | Hertha BSC          | Traspàs          |                  | [ 186 ] |
| 1 setembre 2023 | Mariano           | Reial Madrid        | Traspàs          |                  | [ 187 ] |
| 1 setembre 2023 | Boubakary Soumaré | Leicester           | Cessió           | Cessió           | [ 188 ] |
| 4 setembre 2023 | Sergio Ramos      | PSG                 | Traspàs          | De franc         | [ 189 ] |

#### Sortides
| Data           | Jugador             | To                   | Tipus   | Cost     | Ref     |
| -------------- | ------------------- | -------------------- | ------- | -------- | ------- |
| 20 juliol 2023 | José Ángel Carmona  | Getafe CF            | Cessió  |          |         |
| 25 juliol 2023 | Luismi Cruz         | CD Tenerife          | Cessió  |          |         |
| 30 juliol 2023 | Karim Rekik         | Al Jazira Club       | Traspàs |          |         |
| 2 agost 2023   | Rony Lopes          | SC Braga             | Traspàs | De franc | [ 190 ] |
| 16 agost 2023  | Pedro Ortiz         | FC Vizela            | Cessió  | Cessió   | [ 191 ] |
| 17 agost 2023  | Ludwig Augustinsson | RSC Anderlecht       | Cessió  | Cessió   | [ 192 ] |
| 22 agost 2023  | Thomas Delaney      | RSC Anderlecht       | Cessió  | Cessió   | [ 193 ] |
| 23 agost 2023  | Gonzalo Montiel     | Nottingham Forest FC | Cessió  | Cessió   | [ 194 ] |

## València

#### Entrades
| Data            | Jugador         | Des de           | Tipus   | Cost       | Ref     |
| --------------- | --------------- | ---------------- | ------- | ---------- | ------- |
| 1 juliol 2023   | Cenk Özkacar    | Olympique de Lió | Traspàs | €5m        | [ 195 ] |
| 8 juliol 2023   | Pepelu          | Llevant UE       | Traspàs | €5m        | [ 196 ] |
| 17 juliol 2023  | Jorge           | CD Leganés       | Traspàs |            |         |
| 21 agost 2023   | Sergi Canós     | Brentford FC     | Traspàs | No revelat | [ 197 ] |
| 29 agost 2023   | Selim Amallah   | Reial Valladolid | Cessió  | Cessió     | [ 198 ] |
| 1 setembre 2023 | Roman Yaremchuk | Club Brugge      | Cessió  | Cessió     | [ 199 ] |

#### Sortides
| Data           | Jugador          | To           | Tipus    | Cost       | Ref     |
| -------------- | ---------------- | ------------ | -------- | ---------- | ------- |
| 26 juny 2023   | Toni Lato        | RCD Mallorca | De franc |            |         |
| 29 juliol 2023 | Edinson Cavani   | Boca Juniors | De franc |            |         |
| 4 agost 2023   | Yunus Musah      | AC Milan     | Traspàs  | No revelat | [ 200 ] |
| 8 agost 2023   | Facundo González | Juventus FC  | Traspàs  | No revelat | [ 201 ] |
| 16 agost 2023  | Uroš Račić       | US Sassuolo  | Traspàs  | No revelat | [ 202 ] |

## Vila-real

#### Entrades
| Data           | Jugador           | Des de              | Tipus    | Cost     | Ref     |
| -------------- | ----------------- | ------------------- | -------- | -------- | ------- |
| 27 juny 2023   | Denis Suárez      | Celta de Vigo       | De franc |          |         |
| 29 juny 2023   | Santi Comesaña    | Rayo Vallecano      | De franc |          |         |
| 30 juny 2023   | Ramon Terrats     | Girona FC           | Traspàs  |          |         |
| 4 juliol 2023  | Ben Brereton Díaz | Blackburn Rovers FC | Traspàs  | De franc | [ 203 ] |
| 25 juliol 2023 | Alexander Sørloth | RB Leipzig          | Traspàs  | €10m     | [ 204 ] |
| 26 juliol 2023 | Matteo Gabbia     | AC Milan            | Cessió   | Cessió   | [ 205 ] |

#### Sortides
| Data            | Jugador          | To             | Tipus   | Cost       | Ref     |
| --------------- | ---------------- | -------------- | ------- | ---------- | ------- |
| 20 juny 2023    | Manu Morlanes    | RCD Mallorca   | Traspàs |            |         |
| 1 juliol 2023   | Boulaye Dia      | Salernitana    | Traspàs | No revelat | [ 206 ] |
| 1 juliol 2023   | Nicolas Jackson  | Chelsea FC     | Traspàs | £32m       | [ 207 ] |
| 11 juliol 2023  | Vicente Iborra   | Olympiakos FC  | Traspàs |            |         |
| 12 juliol 2023  | Pau Torres       | Aston Villa FC | Traspàs | £31.5m     | [ 208 ] |
| 22 juliol 2023  | Iván Martín      | Girona FC      | Cessió  |            |         |
| 23 juliol 2023  | Arnaut Danjuma   | Everton FC     | Cessió  | Cessió     | [ 209 ] |
| 26 juliol 2023  | Johan Mojica     | CA Osasuna     | Cessió  |            |         |
| 27 juliol 2023  | Samuel Chukwueze | AC Milan       | Traspàs | No revelat | [ 210 ] |
| 1 setembre 2023 | Samu Castillejo  | US Sassuolo    | Cessió  | Cessió     | [ 211 ] |